# 有所谓报
《有所谓报》，全名《唯一趣报有所谓》，是郑贯公于香港创办的报紙。在1905年爆发的抵制美货的运动中，呼吁广大民众抵制美货，赞扬人民群众的爱国精神，为这场反帝爱国运动的胜利做出来极大的贡献。

## 《有所谓报》与抵制美货运动
1904年底，十年的不平等条约《中美会订限制来美华工保护寓美华人》期限已到，中国人民要求废除条约，但美国政府悍然拒绝，坚持续约。由此，抵制美货运动于1905年展开。
《有所谓报》于抵制美货运动开始初创立，对该运动进行了宣传和引导，为这场反帝爱国运动的胜利做出了贡献。《有所谓报》的贡献：1、与《广州日报》一起，对在运动中顽强抗争，抵制美货的商家和个人给予赞扬，对那些崇洋媚外的奸商进行揭露。同时还建议广州的反美抗约会创报报刊，以笔为刃，揭露美国迫害华工的罪恶行径。2、拒绝刊登有关美货的广告。《有所谓报》在1906年7月22日的报刊上登出公告：由于本报抵制美约，因此决定从今日起到美国废除条约之日止，不接受宣传美货的广告。

## 创办者
《有所谓报》是郑贯公于1905年在香港创办，也是这位报界奇才创办的最后一份报纸，1906年，郑贯公因感染瘟疫去世，年仅26岁。
郑贯公，原名郑道，字贯一。1880年生于广东香山县，郑贯公与报纸结缘是在1900年，短短六年的报业生涯，却造就了这位伟大的报人。1900年，郑贯公得到梁启超的赏识，来到《清议报》担任助理编辑。但是《清议报》是著名的保皇党报纸，是当时保皇会的机关报，保皇思想明显，与郑贯公的思想相距甚远。之后他联合冯自由和冯斯栾创办宣传革命思想的报刊《开智录》，由于郑贯公号自立，冯斯栾号自强，三人的组合也诞生了“三自”的名号。《开智录》批判改良主义的思想，主张进行革命推翻清政府统治，这无疑触及了主张保皇的《清议报》，《清议报》对于郑的回应首先是禁止《开智录》在《清议报》上的刊登，之后直接将郑贯公开除。
离开《清议报》后，郑贯公更加坚定了要走革命救国的道路。1901年得到孙中山的介绍成为《中国日报》的记者，他的文章颇得香港青年的赞许，于是有许多青年慕名要和他结为好友，郑贯公性格豪爽，愿意与人来往，之后经常和友人同游，饮酒作乐，这使得时任《中国日报》的总编辑陈少白颇为不满，之后郑与陈意见相左，郑遂辞职。
这之后，郑并没有停止办报的脚步，先后创办了《世界公益报》《广东日报》《有所谓报》。《有所谓报》是小报，专以小品文进行宣传。广东的一些文人帮助郑贯公撰写文章，有胡子晋、王君演、王斧、陈树人、卢伟臣、卢星父、骆汉存等十余人。当时，《有所谓报》的销量高于一些大报纸。
1906年，郑贯公的妻子感染瘟疫，郑贯公坚持照顾服侍，妻子才得以脱离危险并痊愈。但由于整日暴露在瘟疫下，郑贯公也染上瘟疫，并最终不治身亡，享年26岁。其妻子也服药自杀。
《有所谓报》在郑贯公逝世后，由于缺少人力来维持，不复往日兴盛之势，改名为《东方报》，刘思复、谢英伯、陈树人等同任撰述，最终，于1907年春停刊。

## 内容
分为两部分，庄部和谐部。庄部主要有《博议》《短评》《访稿》《港闻》《电音》《要闻》《来书》共七部分。谐部主要有《题词》《落花影》《滑稽魂》《官绅镜》《金玉屑》《新鼓吹》《社会生》《风雅丛》共八部分。

## 知名报道
《有所谓报》诞生之时，正是社会上轰轰烈烈的反抗美约大潮。该报也紧抓时代脉搏，连续报道有关反抗美国续约的英雄人物。冯夏威，华侨，在反抗美国续约运动中牺牲，于1905年在美国领事馆门前自杀。该报报道了这位英勇献身的人物，以期鼓励更多的民众联合起来，抵制政府续约。因此，报纸在引导大众团结一心，反抗压迫的运动中起到了很好的宣传作用。

## 《有所谓报》和童谣
1905年的一则广告说，征集童谣，创作者必须是还未上学的儿童，歌谣以浅显易懂、精炼押韵为佳，并要求体现爱国思想。将评选出前十名，以不等的奖金和地图作为奖励。
在7月23日的报纸上，专门增添了童谣榜，来展示优秀的童谣。在比赛中拔得头筹的是一首类似于三字经的童谣，以粤语中的“细佬哥”开篇，地域色彩浓厚。主要讲的是小孩子要广泛涉猎，阅读天文、历史、地理等书籍。要修身明理，要做英雄不做奴隶，最后一句“细佬哥，莫放弃。细佬哥，要准备”鼓励儿童从小就要立鸿鹄之志，长大成人后才能救国。